# فينشي (فلم)
فينشي هو فيلم من نوع غموض وكوميديا وجريمة أُصدر في 2004. الفيلم من إنتاج Studio Filmowe Zebra ‏، وهو من إخراج وسيناريو Juliusz Machulski ‏

## القصة
تقع أحداث الفيلم في كراكوف. يُكلَّف كوما (روبرت فيكيفيتش)، وهو لص تحف فنية، بسرقة لوحة السيدة ذات الإرمين لليوناردو دافنشي، التي أعيدت من اليابان إلى متحف كارتوريسكي في كراكوف. يطلب ”كوما“ المساعدة من صديقه وزميله السابق ”جوليان“ (بوريس زيك).
يوافق جوليان على خطط كوما للسرقة، لكنه في الوقت نفسه يخطط لتبديل اللوحة بنسخة مستنسخة حتى لا تضيع اللوحة الأصلية الثمينة. يستشير المزور العجوز هاغن (يان ماتشولسكي)، الذي يسند مهمة صنع نسخة إلى الطالبة الموهوبة ماجدة (كاميلا بار)

## طاقم التمثيل
- Halina Łabonarska  [لغات أخرى]‏
- جاسيك كرول  [لغات أخرى]‏
- Jerzy Gralek  [لغات أخرى]‏
- Karina Seweryn  [لغات أخرى]‏
- Katarzyna Galica  [لغات أخرى]‏
- مارسين دوروسينكسي
- Marek Bielecki  [لغات أخرى]‏
- Mieczyslaw Grabka  [لغات أخرى]‏
- Jan Machulski [الإنجليزية]‏
- بوريس شيس
- ماريان دزيدزيل
- Łukasz Simlat [الإنجليزية]‏
- Aleksander Machalica  [لغات أخرى]‏
- Beata Schimscheiner  [لغات أخرى]‏
- Dariusz Kwaśnik  [لغات أخرى]‏
- دومينيك باك  [لغات أخرى]‏
- دوروتا كولاك [الإنجليزية]‏
- Elżbieta Panas  [لغات أخرى]‏
- Grażyna Marzec  [لغات أخرى]‏
- Halina Wyrodek  [لغات أخرى]‏
- Wojciech Duryasz  [لغات أخرى]‏
- روبرت ويكيويسز

## الإنتاج
موسيقى الفيلم التصويرية كانت من تأليف Maciej Staniecki ‏.

## وصلات خارجية
مقالات تستعمل روابط فنية بلا صلة مع ويكي بيانات